# Sud-Est SE.2010
Die Sud-Est SE.2010 Armagnac war ein viermotoriges Langstrecken-Verkehrsflugzeug des französischen Herstellers SNCASE.
Mit über 77 Tonnen Startmasse und knapp 50 Metern Spannweite war sie eines der größten Zivilflugzeuge und bot Platz für bis zu 160 Passagiere.
Neben dem Prototyp von 1949 entstanden in Toulouse acht Serienflugzeuge. Wegen fehlender Wirtschaftlichkeit wurden sie ab Ende der 1950er-Jahre verschrottet, die letzten beiden 1968 und 1975.

## Geschichte
Die SE.2010 Armagnac war die Nachfolgerin der SE.161. Die Entwicklung begann Anfang der 1940er-Jahre im Auftrag der Air France. Die zunächst als SE.2000 bezeichneten Flugzeuge sollten im Transatlantikverkehr eingesetzt werden. Der Zweite Weltkrieg verzögerte die Entwicklung. Der Erstflug fand am 2. April 1949 statt.
Geplant war die Lieferung von 15 Maschinen an Air France. Im Jahr 1952 zog die Fluggesellschaft den Auftrag zurück. Begründet wurde dies mit der für den Transatlantikverkehr ungenügenden Reichweite. Für den wirtschaftlichen Einsatz auf alternativen Flugstrecken galt die Armagnac als zu groß. Ein weiterer Kritikpunkt war die unbefriedigende Motorleistung. Da die Serienproduktion bereits angelaufen war, wurden noch acht Exemplare fertiggestellt und anderen Fluggesellschaften angeboten.

## Konstruktion
Die Armagnac war ein als Mitteldecker ausgelegtes Ganzmetallflugzeug und verfügte über ein einziehbares Dreibeinfahrwerk. Als Antrieb dienten vier Pratt & Whitney R-4360-B13 Wasp Major-Sternmotoren, mit 3500 PS die stärksten verfügbaren Triebwerke. Sie erwiesen sich aufgrund des hohen Flugzeuggewichts als zu schwach. Zum Einsatz kamen vierblättrige Verstellpropeller mit einem Durchmesser von 4,65 Metern.
Eine Besonderheit war der ungewöhnlich große Rumpf mit einem Kreisdurchmesser von 4,70 Metern. Dieser war nachträglich erweitert worden, um ausreichend Platz für Schlafkojen zu schaffen. Da die Reichweite durch diese Umkonstruktion von 6500 auf 5000 Kilometer sank, waren Transatlantikflüge nur noch eingeschränkt möglich.
In der druckbelüfteten Passagierkabine konnten bis zu 160 Personen untergebracht werden. Die Standardbestuhlung sah 78 Plätze vor, auf Langstreckenflügen plante man die Beförderung von 60 bis 64 Passagieren in Schlafkojen.

## Nutzung
Von den acht fertiggestellten Serienflugzeugen gingen zwischen Mai und November 1952 vier an die Fluggesellschaft TAI, die damit die Strecken nach Abidjan, Casablanca, Dakar und Tananarivo beflog sowie Pilgerflüge nach Mekka durchführte. Die Flugzeuge waren von der französischen Regierung kostenlos an die Gesellschaft verliehen worden, in der Hoffnung, dass sie weitere bestellen würde. Wegen fehlender Wirtschaftlichkeit musterte TAI die Maschinen jedoch ab Frühjahr 1953 wieder aus. Das letzte Flugzeug verließ nach nur achtmonatigem Einsatz im Juni 1953 die Flotte.
Um Fracht, Post und Soldaten von Frankreich aus nach Französisch-Indochina zu befördern, wurde eigens für diesen Zweck die Fluggesellschaft SAGETA (Société Auxiliaire de Gérance et d’Exploitation de Transport Aériens) gegründet. Anteilseigner der neuen Gesellschaft waren Aigle Azur, Air France, Transports Aériens Intercontinentaux (TAI), Union Aéromaritime de Transport (UAT) und der Hersteller SNCASE. Sie übernahm von der Regierung auf kostenloser Leih-Basis sieben Flugzeuge, um die Strecke von Toulouse nach Saigon zu bedienen (in der Regel über Beirut, Karatschi und Kalkutta). Der erste Erprobungsflug auf dieser Strecke begann am 22. Dezember 1953. Ende Juli 1954 waren alle 7 Armagnacs im Einsatz.
Mit Ende des Indochinakriegs 1954 wurden die Armagnacs zunächst abgestellt. Zwei Maschinen kamen noch 1956 zum Einsatz, um die französischen Sportler zu den Olympischen Sommerspielen nach Melbourne zu bringen. Bis Oktober 1958 wurden Maschinen dieses Typs durch SAGETA auf Kurz- und Mittelstrecken eingesetzt, z. B. nach Großbritannien, Djibouti und Tunesien.
Ab 1955 wurden die zu diesem Zeitpunkt gerade fünf Jahre alten Maschinen nach und nach verschrottet. Die letzte Maschine diente noch als Erprobungsträger für die Entwicklung eines Nachbrenners für das ATAR-Turbojet-Triebwerk. Ende 1958 wurden die fünf verbliebenen Flugzeuge Ende 1958 in Paris-Orly erneut abgestellt und Anfang 1959 zum Flughafen Bordeaux-Merignac überführt, wo die letzte 1975 verschrottet wurde.

## Zwischenfälle
Vom Erstflug 1949 bis zum Betriebsende 1959 kam es mit der Armagnac zu zwei Totalschäden von Flugzeugen. Insgesamt kamen bei beiden fünf Menschen ums Leben.
- Am 30. Juni 1950 verunglückte eine Sud-Est SE.2010 Armagnac (Luftfahrzeugkennzeichen F-WAVA) der Herstellerfirma SNCASE beim Start vom Flughafen Toulouse-Blagnac. Ein Teil der Flügelnase hatte sich gelöst und führte zum Unfall. Die Maschine fing Feuer und wurde zerstört. Von den elf Insassen kamen zwei ums Leben, ebenso eine Person am Boden.[8]

- Am 29. Januar 1957 verunglückte eine SE.2010 Armagnac (F-BAVG) der französischen Fluggesellschaft SAGETA bei einem missglückten nächtlichen Durchstartversuch im Nebel auf dem Flughafen Paris-Orly. Die Maschine war für einen Charterflug der Air France aus Tunis eingesetzt und befand sich bereits im zweiten Anflugversuch. Da zu spät Vollgas gegeben wurde, schlug die Maschine mit der rechten Tragfläche auf, die sich daraufhin löste. Der Rumpf zerbrach in vier Teile. Je ein Passagier und Besatzungsmitglied kamen ums Leben, die anderen 68 (nach anderer Quelle 64) Insassen des Flugzeugs überlebten, davon 30 verletzt.[9][10]

## Technische Daten

Dreiseitenriss

| Kenngröße             | Daten |
| --------------------- | --- |
| Besatzung             | 7–9, darunter 3–4 Flugbegleiter                                                                              |
| Passagiere            | 64–160 |
| Länge                 | 39,63 m |
| Spannweite            | 48,95 m |
| Höhe                  | 13,50 m |
| Flügelfläche          | 235,60 m² |
| Flügelstreckung       | 10,2 |
| Leermasse             | 37.813 kg |
| Startmasse            | 77.500 kg |
| Reisegeschwindigkeit  | 460 km/h |
| Höchstgeschwindigkeit | 525 km/h |
| Dienstgipfelhöhe      | 6800 m |
| Reichweite            | 5150 km |
| Triebwerke            | vier luftgekühlte 28-Zylinder-Sternmotoren Pratt & Whitney R-4360-B13 Wasp Major; je 3.500 PS (ca. 2.570 kW) |